# (17509) Ikumadan
(17509) Ikumadan (1992 JR) – planetoida z pasa głównego asteroid okrążająca Słońce w ciągu 3,53 lat w średniej odległości 2,32 j.a. Odkryta 4 maja 1992 roku.